# Кастрільйо-дель-Валь
Кастрільйо-дель-Валь (ісп. Castrillo del Val) — муніципалітет в Іспанії, у складі автономної спільноти Кастилія-і-Леон, у провінції Бургос. Населення — 732 особи (2010).
У місті народилася українська письменниця Наталена Королева.
Муніципалітет розташований на відстані близько 210 км на північ від Мадрида, 9 км на південний схід від Бургоса.
На території муніципалітету розташовані такі населені пункти: (дані про населення за 2010 рік)
- Кастрільйо-дель-Валь: 715 осіб
- Сан-Педро-де-Карденья: 17 осіб

## Демографія
Динаміка населення (INE ):